# آنته میشه
آنته میشه (کرواتی: Ante Miše؛ زادهٔ ۱۴ ژوئن ۱۹۶۷) بازیکن سابق و مربی فوتبال اهل کرواسی است.
از باشگاه‌هایی که در آن بازی کرده‌است می‌توان به باشگاه فوتبال بوراتس بانیا لوکا، باشگاه فوتبال هایدوک اسپلیت، و باشگاه فوتبال ویتس‌آرنهم اشاره کرد.
وی همچنین در تیم ملی فوتبال کرواسی بازی کرده‌است.